# Бирюзовое озеро (Крым)
Бирюзо́вое о́зеро (Мильян-Голь, Юбилейное, Юбилейный пруд) — пруд в Крыму, расположен на территории городского округа Алушта (Алуштинского горсовета) в 1,5 км выше села Запрудное.

## История
Водоём был создан в 1975 году, как водохранилище для нужд ближайших населённых пунктов: Запрудное, Лавровое, Партенит.
Водохранилище было создано в предгорье Главной гряды Крымских гор на месте табачного поля, силами рабочих совхоз-завода Таврида. Для укрепления берегов дамбы была высажена сосна крымская. В посадке деревьев вокруг водоёма принимали участие учащиеся Запрудненской средней школы, под руководством сотрудников Запрудненского лесничества. Название «Юбилейное озеро» пруд получил в честь 30-летия победы в Великой Отечественной войне.
По состоянию на 2013 год пруд находился на балансе совхоз-завода «Таврида». Заместитель руководителя КП «М-Маяк» Анатолий Баранов в 2013 году заявил, что система водоснабжения водоёма находится в плачевном состоянии.
В 2012 году посещение пруда являлось платным. При этом с 2015 года за посещение водоёма деньги не взимаются.

## География
Высота над уровнем моря — 600 метров. Пруд питается водой родника Уркути-Чокрак, расположен в бассейне реки Аян-Дере.